# Hydroptila coreana
Hydroptila coreana är en nattsländeart som beskrevs av Kumanski 1990. Hydroptila coreana ingår i släktet Hydroptila och familjen smånattsländor. Inga underarter finns listade i Catalogue of Life.